# Estei Hippolit
Estei Hippolit (olaszul: Ippolito d’Este), (Ferrara, 1479. november 2. – Ferrara, 1520. szeptember 3.) az Este-házból származó bíboros, 1487–1497 között esztergomi érsek, majd 1497-től haláláig egri püspök. Estei Ipoly néven is hivatkoznak rá.

## Gyermekkora
1479-ben született Ferrarában mint I. Ercole d'Este ferrarai herceg és Aragóniai Eleonóra gyermeke. Anyja révén Aragóniai Beatrixnak, Hunyadi Mátyás feleségének unokaöccse volt. Ennek a kapcsolatnak köszönhette magyarországi tisztségeit.

## Egyházi pályája
Már igen fiatalon egyházi pályára került, 1486. július 20-án protonotáriussá nevezték ki.
Mátyás király még abban az évben, alig hétéves korában emelte esztergomi érsekké, de VIII. Ince pápa csak egy év múlva egyezett bele ebbe a szokatlan kinevezésbe azzal a feltétellel, hogy Hippolit 25. születésnapjáig csak az érsekség adminisztrátora lehet. Így a rábízott lelkek gondozását ténylegesen Ibafalvi Tamás prépostnak kellett ellátnia, viszont a nevében Beltrame di Costabili protonotárius rendelkezett az érsekség komoly jövedelme (20-22 ezer aranyforint) fölött. Hippolit még kinevezésének évében hazatért Ferrarába, és a későbbiekben sem töltött sok időt Magyarországon.
1493-ban VI. Sándor pápa bíborossá nevezte ki, címtemplomként a Santa Lucia in Silice templomot kapta. 1497-ben a Milánói főegyházmegye adminisztrátorává nevezték ki az elhunyt érsek, Guidantonio Arcimboldi helyére. 1497. december 20-án az esztergomi érsekséget hivatalosan is elcserélte az egri egyházmegyére Bakócz Tamással, a cserét II. Ulászló király 1498-ban hagyta jóvá. 1503-ban megkapta a Ferrarai egyházmegyét, 1520-ban a Capuai főegyházmegyét, ezeken kívül modenai püspök és tapolcai apát is volt, bár ténylegesen soha nem szentelték püspökké.

## Világi élete
I. Miksa német-római császár diplomatájaként is működött Itáliában, ennek fejében a császártól megkapta Baldi és Montagno várakat.
A ferrarai humanista udvarban központi szerepet töltött be: gyakorlott verselő volt, számos egyházi és világi költeményt írt. Ezeken kívül olasz nyelven kiadott egy munkát a Tengeri ütközetről, melyet Coelius méltónak tartott arra, hogy latinra fordítson. Ludovico Ariosto pedig neki ajánlotta Őrjöngő Lóránt (Orlando furioso) című eposzát.
Magánélete hírhedten botrányos volt, két törvénytelen gyermeke született, Ippolito és Elisabetta. Nagyon kedvelte a vadászatot, 1517-ben, amikor hosszú itáliai tartózkodás után egri püspöki minőségében visszatért Magyarországra, 
250 kutyát, 40 köteg vadászhálót, 20 héját és sólymot, valamint két gepárdot is magával hozott. Nem csak az Eger környéki erdőkben vadászott, hanem a budai hegyekben is.

## Magyarországi működése
Többször, rövid időre járt Magyarországon, Mátyás feleségére tekintettel eltűrte az ifjú érsek távollétét, de később (1512) a főurak megfenyegették, hogy megfosztják címétől, ha nem utazik székhelyére.
1517-ben I. Zsigmond lengyel király és Bona Sforza házasságkötésére Lengyelországba utazott, visszafelé részt vett a magyar országgyűlésen is. A II. Lajost támogató koronatanács tagjává is megválasztották.

## Emlékezete
- Mikszáth Kálmán: A kis prímás (Teljes szöveg)

## Halála
1520-ban Ferrarában, gyomorrontásban halt meg, mivel egy lakomán túl sokat evett a garnélarákból.

## Művei magyarul
- Estei Hippolit püspök egri számadáskönyvei, 1500–1508; közzéteszi E. Kovács Péter; Heves Megyei Levéltár, Eger, 1992 (A Heves Megyei Levéltár forráskiadványai)